# ムシヌユン
『ムシヌユン』は、都留泰作による日本の漫画作品。ジャンルはSF・エロティック。『ビッグコミックスペリオール』（小学館）にて、2014年1号から2018年3号まで連載。単行本全6巻。『THE BEST MANGA 2015 このマンガを読め!』第5位獲得。2018年第21回文化庁メディア芸術祭審査委員会推薦作品。
タイトルの「ムシヌユン」は「虫の世」に由来する造語。「ン」に意味はない。

## 背景
作者の都留は漫画家であると同時に文化人類学者でもあり、本作中にもW.D.ハミルトンやE.O.ウィルソンの社会生物学等への言及がある。
物語の舞台は、前作『ナチュン』の舞台でもある沖縄県にある、架空の島。作者は本作の連載開始にあたり、取材のため沖縄を再訪している。
諸星大二郎・新海誠が、単行本のオビに推薦コメントを寄せている。

## あらすじ
主人公・上原秋人は、幼少からの夢である「昆虫博士」になるため大学院を受験するも5年間浪人。失意の中、故郷である日本最南端の島「与那瀬島」（よなせじま）に帰郷する。折しもその日、島は前代未聞の天文現象「タンゴ星団」が日本で唯一見られる地として、観光客で溢れていた。観光客と絶望感に苛まれる中、秋人は初恋の相手である島の住人・新城かなこと再会。束の間の会話に胸を躍らせるも、かなこは既婚者であることが判明。秋人は自殺衝動に駆られて夕暮れの森に分け入るが、そこでかなこと夫の青姦の現場を目撃。心神喪失して倒れ込んだ秋人の前に、タンゴ星団から蝶のような地球外生命体が流星群とともに飛来、秋人の陰茎を異形に変えてしまう。目が覚めると同時に激しい性欲に駆られた秋人は、「かなこをレイプした後自殺する」ことを決意。巨大化した昆虫たちを尻目に、かなこを探して島を彷徨うのだった――。（第1巻あらすじ）

## 登場人物

### 主要人物
上原秋人（うえはら あきひと）
27歳。童貞。院浪5年。職歴なし。社会性皆無。小学校時代の三年間を島で過ごす。虫の話になると饒舌になる。虫を一目見ただけで種名を言い当てるほどの博識だが、社会生物学の理論については無知。しばしば周囲の女性でマスターベーションに耽る。地球外生命体の何らかの意図により、陰茎がキチン質の外骨格に覆われた異形と化してしまう。物語が進むにつれ、陰茎に秘められた能力が徐々に明らかになる。
新城かなこ（しんじょう かなこ）
本作のメインヒロイン。島に住む黒髪の勝気な女性。秋人の小学校時代の同級生で初恋の人。現在は西原の妻であり「新城」は旧姓。「島一番の美女」として老婆たちの噂の的になっている。島のカツオ加工場の工場長を務める。

### 西都大学昆虫学講座
田宮きい（たみや きい）
秋人が落ちた一度目の受験の合格者。博士課程修了。眼鏡にショートヘアのプライドが高いリケジョ。美人研究者としてドキュメンタリー番組『灼熱大陸』の密着取材を受けている最中であり、テレビ局持ちの旅費で島に来訪する。
大友（おおとも）
秋人が落ちた一度目の受験の合格者。博士課程修了。チャラ男。科研費申請中。きいに便乗して島に来訪。
西川威一郎（にしかわ いいちろう）
西都大学教授。きいに便乗して島に来訪。白髪に眼鏡の柔和な初老男性。「現代のファーブル」とも呼ばれる昆虫学の権威であり、秋人の憧れの存在。「虫の心」を知ることを夢見る。
東原（ひがしはら）
教授陣の一人。きいに便乗して島に来訪。縮れ毛に口髭。頻繁に怒鳴る。
今中（いまなか）
教授陣の一人。きいに便乗して島に来訪。薄毛に眼鏡。頻繁にセクハラ発言をする。

### 与那瀬島民
秋人の母
小麦色のグラマーで勝気な女性。14歳で秋人を産み、那覇で働き女手一つで育てた。現在は島のレストランでビキニ姿のウェイトレスとして働く。
謎の少女
小麦色の10代少女。秋人のことを一方的に知っている。物語後半で正体が明かされる。
勝連珠代（かつれん たまよ）
小麦色のふくよかな女性。秋人の小学校時代の同級生。帰郷した秋人に声をかける。現在は独身子持ち。西都大学の面々が泊まっている民宿で働く。
西原智樹（にしはら ともき）
かなこの夫。秋人の小学校時代の同級生。島の地主の長男。現在はリゾートホテル支配人。
大先生
島の工事現場で働く顔役的な初老男性。現場に侵入した不審者状態の秋人に恩情をかける。
トーヤ
島の工事現場で働く坊主頭の男性。
城辺（ぐすくべ）
島の工事現場の親方。建設会社社長。秋人の母と交際中。
仲間のオジイ（なかまのオジイ）
認知症気味の老人男性。
オバア
認知症気味の老人女性。
おじい
謎の少女と暮らす老人男性。農家。

### 与那瀬島来訪者
君島りりさ（きみしま りりさ）
大企業の創業者の娘。流星群の夜にパーティーで泥酔し、翌朝海岸で裸で寝ていたところ、森から出て来た秋人に襲われる。
翔（しょう）
りりさの彼氏。
田崎元（たさき はじめ）
現政権幹事長の男性。
早見（はやみ）
田崎の秘書を務める眼鏡の男性。
大川（おおかわ）
田崎のボディーガードを務めるオールバックの男性。
見加切アサミ（みかぎり アサミ）
田崎たちに随行する新聞記者の女性。
SHIGE（しげ）
国民的バンド「ジョニーK」のボーカル。島で観光客のために野外ライブを開く。

### その他の人物
アリアン・リン
NASA報道官の金髪美女。身分はNSA将官・少佐。「タンゴ星団」の恐るべき正体を知り、国家規模の一大作戦を率いることになる。
趙近来
中華人民共和国主席。国連臨時総会を招集する。
ジェフ・バランサム
文化人類学者。南太平洋の無人島でNASAに保護された宇宙人部族、通称〈彼ら〉を調査する。

## 用語
タンゴ星団
りゅうこつ座NGC3372Bの通称。一か月前ブエノスアイレスの夜空に突如出現した、231個の超新星からなる巨大な球状星団。与那瀬島でしか全体が見られない。
与那瀬島
沖縄県八重山郡にある日本最南端の島。人口5千人。タンゴ星団により人口以上の観光客が訪れる。
〈彼ら〉

邪神

スティング

神の矢尻

## 書誌情報
- 都留泰作 『ムシヌユン』 小学館〈ビッグコミックス〉、全6巻
  1. 2014年8月4日初版発行、ISBN 978-4-09-186236-5
  2. 2015年5月5日初版発行、ISBN 978-4-09-187100-8
  3. 2016年2月3日初版発行、ISBN 978-4-09-187548-8
  4. 2017年2月4日初版発行、ISBN 978-4-09-189744-2
  5. 2017年11月14日初版発行、ISBN 978-4-09-189448-9
  6. 2018年2月4日初版発行、ISBN 978-4-09-189840-1